# Castelnuovo (Sassocorvaro Auditore)
Castelnuovo è una frazione di Sassocorvaro Auditore.

## Geografia fisica
La frazione è posta in un'exclave del territorio comunale, posta più a nord del centro urbano di Auditore, che sino al 2018 era Comune autonomo del quale Castelnuovo costituiva la principale frazione. Confina con Tavoleto, Montefiore Conca (RN), Gemmano (RN) e Mercatino Conca.
Orograficamente, il territorio è collinare, con i modesti rilievi tipici dell'entroterra marchigiano-romagnolo.

## Storia
Il borgo di Castelnuovo risale al XIII secolo
. L'origine medievale è attestata dalla presenza di alcune costruzioni di quell'epoca.
Negli anni cinquanta del Novecento contava circa 600 abitanti, come censito dal libro mastro della chiesa, e disponeva di una scuola e un ufficio postale. In seguito, il borgo è andato soggetto a un forte spopolamento, che lo ha reso quasi completamente disabitato. Nell'anno 2000 l'allora Comune di Auditore ha avviato nell'intero borgo, costituito nella zona centrale da una trentina di abitazioni, una procedura di trasformazione urbana che nei fatti ha congelato gli interventi di recupero del patrimonio edilizio rivolti a singoli manufatti.

## Monumenti e luoghi d'interesse

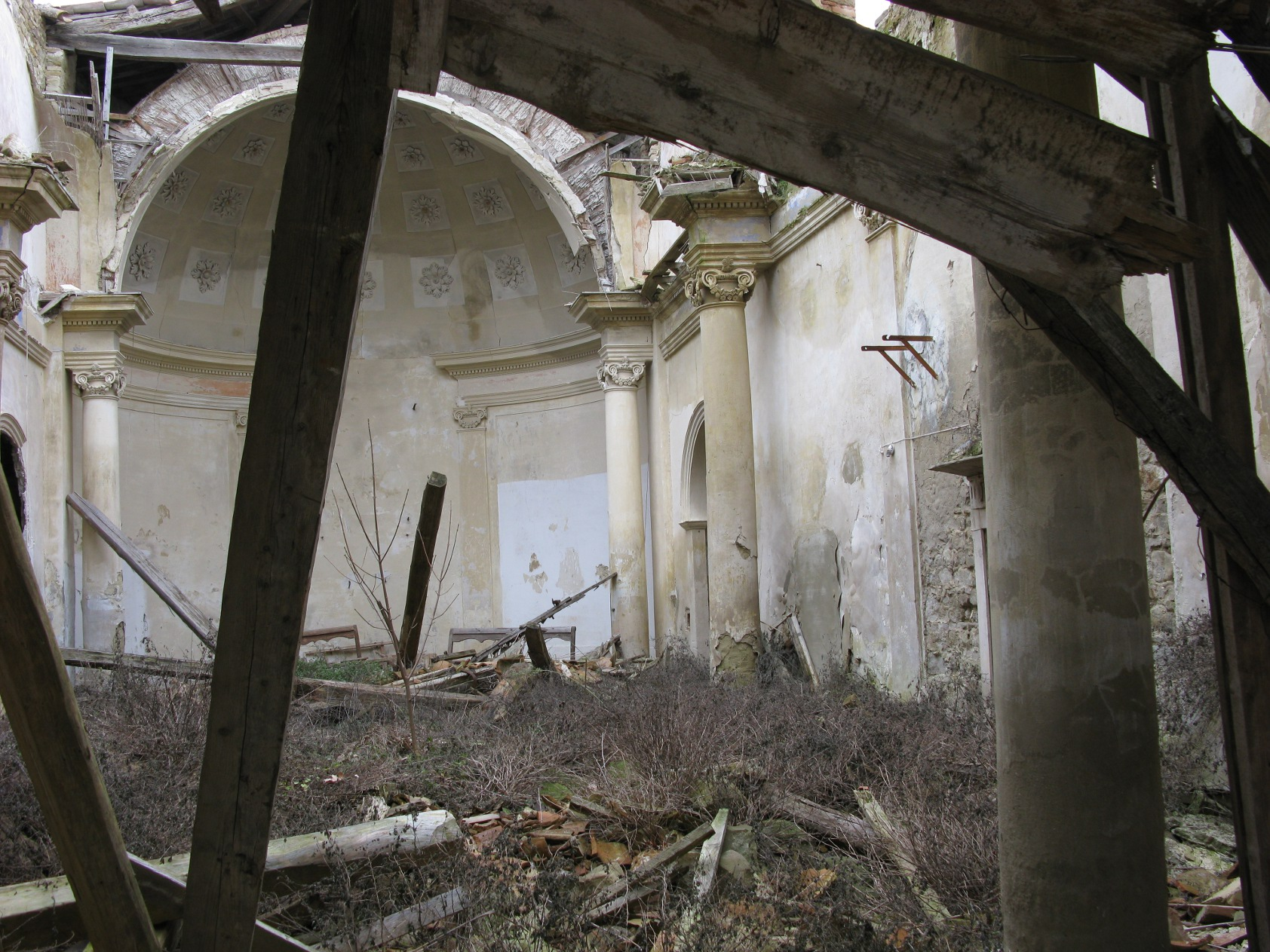
Interno della chiesa di Castelnuovo

La chiesa, dedicata al patrono san Biagio, versa in pessime condizioni strutturali e, sebbene non sia sconsacrata, non è agibile.